# 三星Galaxy Grand系列
三星Galaxy Grand系列是由三星Galaxy系列分拆成的中低端智能手機系列。

## 產品

### 手機
- 三星Galaxy Grand[1]
- 三星Galaxy Grand Prime[2]
- 三星Galaxy Grand Prime Plus/J2 Prime[3]
- 三星Galaxy Grand 2[4]
- 三星Galaxy Grand Max[5]
- 三星Galaxy Grand Neo[6]